# Instituto Americano de Contadores Públicos Certificados
O American Institute of Certified Public Accountants (AICPA) — Instituto Americano de Contadores Públicos Certificados — é a associação profissional nacional dos CPAs (Certified Public Accountants - Contadores Públicos Certificados) dos Estados Unidos, com mais de 330.000 membros, incluindo CPAs com atuação em negócios, indústria, governo e educação, estudantes e associados estrangeiros. O instituto estabelece padrões éticos para os profissionais e normas de auditoria para companhias privadas, governos federal, estaduais e locais e organizações sem fins lucrativos.
Aproximadamente 40% de seus membros lidam com a Contabilidade Pública, em áreas como auditoria, contabilidade, tributos, consultoria, avaliação de negócios, planejamento financeiro pessoal e tecnologia de negócios. A maioria (60%) de seus membros trabalha na indústria, governo e educação. No entanto, devido ao importante papel que o AICPA desempenha na auto-regulação da maioria das práticas dos contadores públicos, grande parte de seus recursos são dedicados a esta atividade, bem como a programas ligados à manutenção das competências profissionais dos CPAs.
A principal tarefa do AICPA é promover e elevar a profissão contábil. Para cumprir com estes objetivos, possui várias funções, que incluem: prover benefícios a seus membros, preparar para o Exame Uniforme de CPA, desenvolver padrões profissionais para os CPAs, prover suporte técnico para seus membros em diversas áreas, operar programas de relações públicas da profissão, prover suporte para a comunidade acadêmica e representar a profissão diante do Congresso e agências federais americanas.

## Atuação como associação
Como qualquer grande associação, o AICPA propicia seguros coletivos, programas de compras e benefícios similares. Seu programa de seguro de vida é, acredita-se, um dos maiores dos Estados Unidos.

## Promulgação de padrões profissionais
O AICPA promulga padrões profissionais e técnicos geralmente aceitos para CPAs em diversas áreas. Até a década de 1970 o instituto detinha um virtual monopólio neste setor. A partir dos anos 70, entretanto, a responsabilidade pela emissão dos princípios contábeis geralmente aceitos — generally accepted accounting principles (GAAP) — foi transferida para o então recém formado Conselho de Padrões de Contabilidade Financeira — Financial Accounting Standards Board (FASB). Ainda assim, o instituto se manteve na função de regulamentador de áreas como a auditoria de demonstrações financeiras, ética profissional, perícias contábeis, controle de qualidade das empresas contábeis, escrita fiscal e serviços de planejamento financeiro. Após a entrada em vigor da Lei Sarbanes-Oxley os padrões emitidos pelo AICPA em todas estas áreas passaram a ser considerados “geralmente aceitos” para todos os CPAs.
No início dos anos 2000, os legisladores federais concluíram que a tarefa de emitir padrões de auditoria das demonstrações financeiras de companhias abertas reguladas pela Comissão de Valores Mobiliários dos Estados Unidos — U.S. Securities and Exchange Commission (SEC) — deveria ser transferida para um organismo estatal, cujo  poder coercitivo seria maior do que o de uma instituição privada como o AICPA. Assim, a Lei Sarbanes-Oxley criou o Comitê de Supervisão Contábil de Companhias Abertas — Public Company Accounting Oversight Board (PCAOB) — com jurisdição sobre praticamente todas as áreas de atuação dos CPAs relativas às companhias abertas. Contudo, o AICPA mantém considerável atuação na regulamentação técnica e ética, bem como no monitoramento de qualidade das empresas contábeis, em relação à maioria dos CPAs, que trabalham para companhias fechadas e pessoas físicas.

## Suporte Técnico
O AICPA possui diversos comitês técnicos e profissionais e forças-tarefa que lidam com inúmeros temas enfrentados pelos CPAs, seus clientes e o público em geral. O instituto também oferece uma ampla variedade de suporte técnico por telefone, material educacional, conferências e publicações técnicas a seus membros. Além disso, oferece credenciais de especialização em diversas áreas, como o título de Especialista em Finanças Pessoais — Personal Financial Specialist — para CPAs que atuam como consultores de planejamento financeiro pessoal. Outras especializações são oferecidas nas áreas de tecnologia de negócios e avaliação de negócios. As conferências técnicas nacionais do AICPA são famosas por sua excelência. O instituto também publica o Journal of Accountancy, mais antigo periódico técnico na área contábil dos Estados Unidos, e o The Tax Adviser, e mantém um extenso website com suporte a todas estas atividades.
O AICPA provê substancial apoio aos cursos de contabilidade envolvidos na formação de futuros CPAs.

## Programa de relações públicas
O AICPA coordena uma série de atividades de relações públicas que inclui: manutenção de membros à disposição da imprensa para prover suporte em assuntos que envolvam conhecimentos técnicos relativos à profissão; operação de um extensivo programa de recrutamento de estudantes de níveis médio e superior, chamado “Comece aqui. Vá a lugares — Start Here. Go Places”, para incentivar estudantes a pensarem em uma carreira como CPA; e manifestar-se sobre o papel vital que os CPAs desempenham na economia americana, auxiliando o mercado de capitais, as pequenas empresas e o empreendedorismo.
O AICPA também desenvolve muitos programas de interesse público. Um dos mais importantes é um premiado programa chamado 360 Graus em Literatura Financeira — 360 Degrees of Financial Literacy. O programa consiste em um esforço multi-facetado, coordenado pelo AICPA com o apoio de associações estaduais de CPAs. Ele encoraja CPAs a assumirem um papel de liderança no voluntariado para educar o público americano, desde crianças em idade escolar até aposentados, em assuntos financeiros aplicáveis a cada faixa etária. Este programa possui um website com variados recursos de literatura financeira, que podem ser encontrados em 
Durante o outono de 2006 o AICPA, em conjunto com o Ad Council, lançou uma campanha nacional para encorajar americanos entre 25 e 34 anos a “alimentar o porquinho”, como um passo decisivo para construir um futuro financeiramente sólido para eles e suas famílias. “Feed the Pig” (alimente o porco) é uma campanha multimídia nacional estrelada por Benjamin Bankes, um bem-vestido porco do tamanho de um adulto, que evoca a lembrança dos cofres em forma de porquinho. A campanha passa uma forte mensagem sobre a importância e os benefícios de poupar. O website www.feedthepig.orgoferece informação financeira gratuita e ferramentas para ajudar jovens em início de carreira a assumirem controle de suas finanças e construírem uma segurança financeira de longo-prazo.

## Programa de relações governamentais
O AICPA possui um escritório em Washington e um comitê de ação política. Muitas de suas ações em Washington possuem um aspecto de interesse público. O AICPA e seus membros fazem recomendações ao Congresso e a agências federais para ajudá-los a melhor servir à sociedade, em assuntos onde os CPAs possuem conhecimento técnico, como tributação e contabilidade. Nestes assuntos, o AICPA procura tecer apenas considerações técnicas, ao invés de recomendar posicionamentos políticos. Por exemplo, no debate sobre a seguridade social o AICPA desenvolve análises imparciais que expõem todas as opções com seus prós e contras para auxiliar os legisladores. Um processo cuidadoso é utilizado para eliminar destas análises qualquer viés político. O escritório em Washington também representa a profissão em matérias de interesse específico.
O Comitê de Ação Política do AICPA — AICPA's Political Action Committee — contribui para deputados e senadores tanto do Partido Democrata quanto do Partido Republicano que atuam em várias comissões parlamentares de relevância para os CPAs.

## Atividades externas
Contadores Públicos Certificados são licenciados por cada estado americano, portanto têm que seguir as leis e regulamentos do estado em que são licenciados. Obtendo a licença estadual, por regulação federal os CPAs são automaticamente habilitados a atuar perante a Receita Federal americana — Internal Revenue Service — com praticamente os mesmos direitos e obrigações de procuradores. Para auditorias envolvendo recursos federais, o Escritório de Contabilidade Governamental — Government Accountability Office — emitiu padrões adicionais normalmente referidos como Livro Amarelo — Yellow Book.
Complementarmente, o AICPA era uma fonte primária para a definição dos GAAP para estados e governos locais através da emissão de um Guia de Auditoria Industrial — Industry Audit Guide — e de Declarações de Posição
O AICPA também é um membro-líder da Federação Internacional de Contadores — International Federation of Accountants.